# I Gatti di Vicolo Miracoli
I Gatti di Vicolo Miracoli sono stati un gruppo cabarettistico e musicale italiano, fondato a Verona nel 1971 e attivo fino al 1985, salvo poi riunirsi occasionalmente in alcune apparizioni televisive e teatrali.

## Storia

### Gli inizi (1971-1976)
Nella seconda metà degli anni sessanta alcuni studenti del liceo ginnasio statale Scipione Maffei di Verona formano un gruppo di teatro e canto cui viene dato il nome Studio 24. Questo folto gruppo, composto da un numero elevato di componenti, mette in scena rappresentazioni teatrali, e alcuni suoi elementi partecipano alla trasmissione televisiva Speciale per voi (rimasta celebre per aver contestato apertamente la carriera melodica del cantante Claudio Villa).
Tra la fine degli anni sessanta e il 1970, il gruppo si riduce drasticamente a causa della defezione di numerosi suoi membri che si iscrivono all'università. I componenti rimasti, delusi dal percorso di studi intrapreso, sono decisi a proseguire invece nella carriera artistica. La formazione stabilizzata comprende Gianandrea Gazzola, Spray Mallaby, Umberto Smaila, Nini Salerno e Franco Oppini. Tuttavia quest'ultimo, allora legato sentimentalmente a Spray Mallaby, fuoriesce quasi immediatamente dal gruppo dopo la rottura con lei e il suo successivo fidanzamento con Gazzola, per rientrarvi solo successivamente, a metà anni settanta, a seguito della defezione dell'attrice.

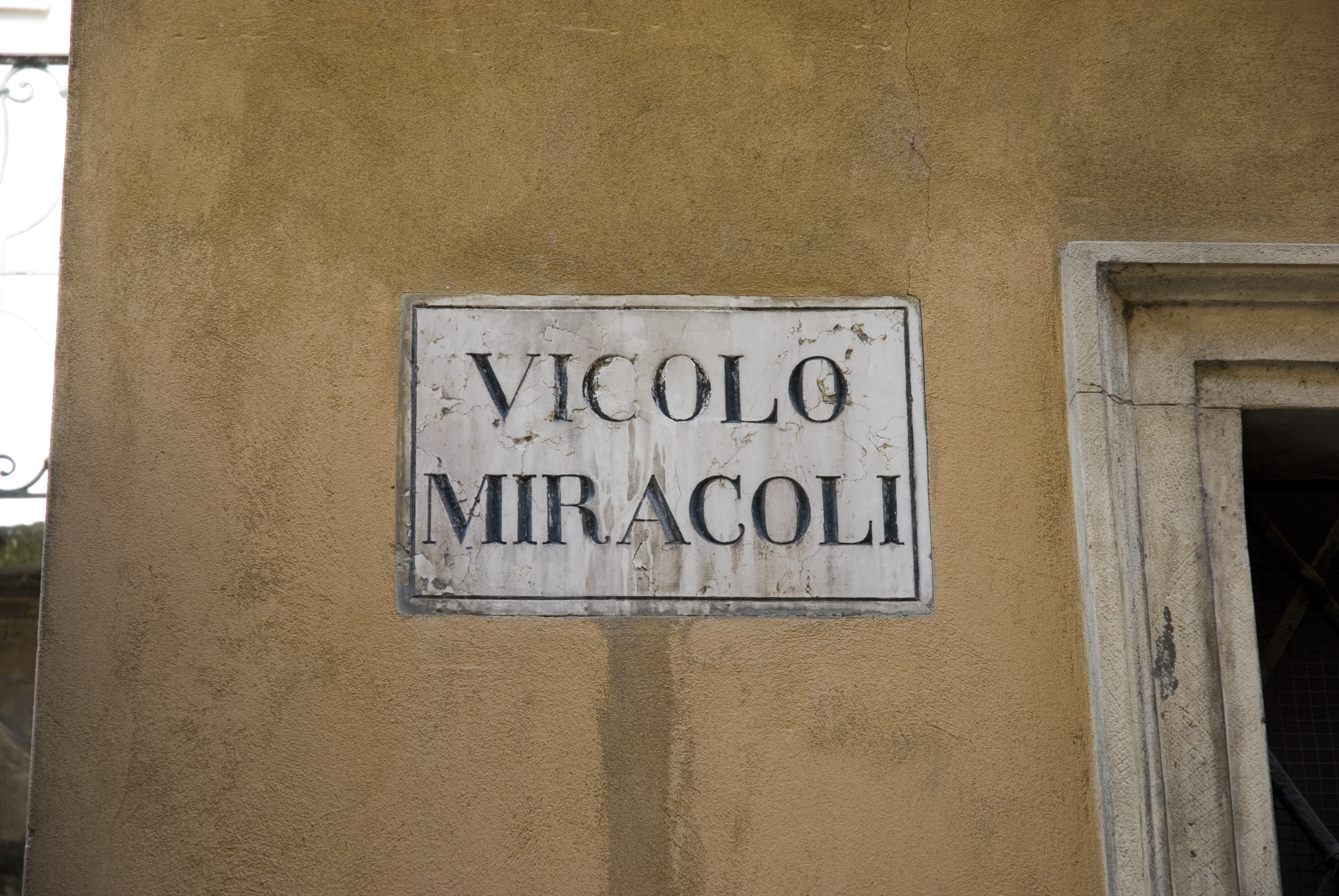
Vicolo Miracoli a Verona

Sul finire del 1970 Umberto Smaila prende l'iniziativa di coinvolgere anche Jerry Calà, che aveva momentaneamente abbandonato il gruppo teatrale per completare il proprio percorso di studi superiori e frequentare l'università a Bologna. Nel gennaio del 1971 il gruppo così composto si trasferisce a Roma, chiamato a partecipare a uno spot pubblicitario che non verrà mai girato. Durante il tragitto viene scelto il nuovo nome tra una rosa di soluzioni possibili, prendendo spunto dall'omonima via cittadina Vicolo Miracoli, precedentemente noto perché sede dell'ufficio delle tasse e di una casa d'appuntamento.
Una volta nella capitale, il gruppo cerca di farsi strada suonando in locali della città e prendendo parte, nel ruolo di comparse, al film Un ufficiale non si arrende mai nemmeno di fronte all'evidenza, firmato Colonnello Buttiglione, diretto da Mino Guerrini e distribuito più tardi, nel 1973: i "Gatti" vi partecipano a causa di uno sciopero delle comparse, ma la loro interpretazione non verrà utilizzata nel film.
Il gruppo viene quindi notato da Cino Tortorella, che li convince a trasferirsi a Milano e ad esibirsi al celebre cabaret meneghino Derby Club, dove hanno per tecnico delle luci un ancora sconosciuto Diego Abatantuono, che in quegli anni svolge l'attività di tecnico nel cabaret milanese anche per altri artisti, compreso Toni Santagata, e che comparirà nei successivi film del gruppo Arrivano i gatti e Una vacanza bestiale. Il gruppo ottiene un considerevole successo nel locale milanese e inizia a guadagnare bene, permettendo alla loro carriera di decollare.
Sul fronte discografico, i Gatti esordiscono nel 1971 con il singolo L'ultimo fiore/Notte, notte, pubblicato da Variety. Per la copertina del disco viene utilizzata una fotografia scattata al gruppo da Oliviero Toscani, originariamente per un servizio di Vogue. Seguirà un secondo singolo, sempre nel 1971, intitolato Michelino/Storia di un lavoratore che rimane vittima delle disgrazie più cattive..., e l'anno successivo il primo album I Gatti di Vicolo Miracoli, pubblicato sempre dall'etichetta Variety, e arrangiato da Enrico Intra, jazzista che il gruppo aveva conosciuto al Derby Club di Milano dove anch'egli lavorava da tempo.
Il gruppo appare per la prima volta in televisione in Italia nell'ottobre del 1972, all'interno della terza puntata del varietà Il buono e il cattivo, condotto da Cochi e Renato, dove eseguono brani folkloristici in veneto come La famiglia dei Gobon. Nello stesso anno appaiono anche su TV Koper-Capodistria/RTV Slovenija in un videoclip a colori in cui interpretano il loro primo singolo del 1971 L'ultimo fiore..
Nel 1975 Gazzola e la Mallaby abbandonano il gruppo; Gazzola perché interessato a un teatro più impegnato e "serio", mentre la Mallaby perché stanca di trasferte e serate e perché poco in sintonia con l'umorismo del gruppo. Al contempo vi rientra in pianta stabile Franco Oppini, che aveva già fatto una breve apparizione nel gruppo ai suoi esordi, richiamato dai tre componenti superstiti. La formazione diventa così quella a quattro più nota: Calà, Oppini, Salerno e Smaila. Con questa line-up Il gruppo passa alla CBS e pubblica l'album In caduta libera, dove compaiono nuovi brani scritti da Umberto Smaila assieme a Gianandrea Gazzola, unitamente ad altri composti da Smaila assieme a Nini Salerno o Arturo Corso e una canzone composta con Franco Califano, con le note di copertina scritte da Maurizio Costanzo.
Costanzo è tra gli amici dei "Gatti" di questo periodo, frequenta la loro casa a Milano e collabora con loro alla creazione di sketch e alla scrittura delle canzoni. Tra gli sketch si ricorda ad esempio La storia d'Italia, narrazione in chiave satirica del Risorgimento che il gruppo presenta al cabaret e che porterà in seguito anche in televisione all'interno della trasmissione Non stop.
È ancora una volta Cino Tortorella a fare loro da pigmalione e portare il gruppo nella trasmissione da lui ideata Il Dirodorlando del 1975, una sorta di quiz per ragazzi condotto da Ettore Andenna in onda sull'allora Programma Nazionale della Rai. Nel 1977 il gruppo prende parte alla trasmissione televisiva Gioco-città, per la quale interpreta la sigla Una città, pubblicata in un 45 giri che riporta sul retro il brano In caduta libera, tratto dall'album omonimo.

### Il successo (1977-1980)
Nel 1977 I Gatti di Vicolo Miracoli prendono parte alla trasmissione che li rende celebri: Non stop di Enzo Trapani, dove tengono un siparietto del loro cabaret, utilizzando pezzi elaborati nella vecchia formazione con Gazzola e la Mallaby, accanto a sketch più recenti. Nel 1978, in seguito al successo ottenuto a Non stop, approdano a Telemilano 58, dove conducono il varietà in quattro puntate Fritto misto, nel quale ripropongono i loro sketch ed ospitano Gigliola Cinquetti, Bruno Lauzi, Umberto Tozzi e Franco Fanigliulo.
Nel 1977, inoltre, il gruppo passa alla Warner Bros. Records, pubblicando il singolo Prova/Rocky Maiale, prodotto da Claudio Bonivento e con gli arrangiamenti e la direzione d'orchestra di Rodolfo Grieco. Con questo singolo il gruppo vira dalle tematiche melodiche/impegnate e cabarettistiche in senso stretto a quelle prettamente comico-demenziali che lo caratterizzeranno in seguito. Nel 1978 I Gatti di Vicolo Miracoli pubblicano il singolo di grande successo, Capito?!, sigla della trasmissione televisiva Domenica in condotta da Corrado. Il disco raggiunge il 4º posto della classifica italiana, attestandosi come uno dei singoli più venduti dell'anno. La popolarità del gruppo in quel momento li porta alla conduzione della manifestazione musicale Saint-Vincent Estate. Nel 1979 il gruppo pubblica il suo terzo e ultimo album, I Gatti di Vicolo Miracoli (1979), che contiene le sue canzoni più note e singoli già pubblicati, come Prova/Rocky Maiale (1977), Capito?! (1978) e Discogatto/Verona Beat (1979).
Il 1979 segna per i Gatti la definitiva consacrazione con il film diretto da Carlo Vanzina Arrivano i gatti, una commedia pseudo-biografica sulle origini del gruppo, per i cui titoli di testa viene utilizzato il brano Verona Beat pubblicato nell'album omonimo uscito lo stesso anno e come retro del singolo Discogatto. Nel 1980 segue un altro film sempre diretto da Vanzina, Una vacanza bestiale. Entrambi i film riscuotono un buon successo di pubblico, pur non ottenendo un altrettanto buon riscontro da parte della critica.
Nel 1980 il gruppo partecipa alla trasmissione televisiva Giochiamo al varieté, per cui registra anche la sigla Ciao varieté, composta da Michele Guardì, Antonello Falqui, Umberto Smaila e Gianni Ferrio, pubblicata nel singolo Ciao.

### L'uscita di Calà e lo scioglimento (1981-1985)

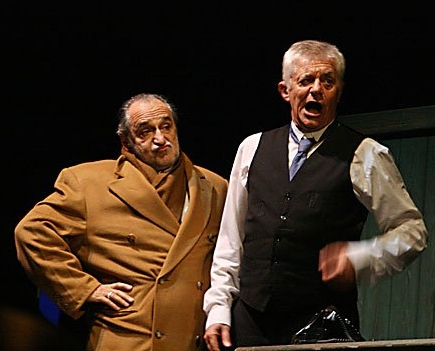
Due degli storici membri dei Gatti, Salerno e Oppini, a teatro nel 2008

Nel 1981 Jerry Calà esce dal gruppo per intraprendere una carriera di attore solista. Umberto Smaila e Franco Oppini prendono parte al film Miracoloni, in ruoli di secondo piano. Nel film appaiono singolarmente anziché come I Gatti di Vicolo Miracoli, abbandonano Nini Salerno e fanno commedia comica con Benedetto Casillo in gran forma (per esibirsi in duo temporaneamente successivamente alla defezione di Calà). Il lancio pubblicitario della pellicola fa forza sulla loro presenza. Lo stesso anno Carlo Vanzina dirige Jerry Calà e Diego Abatantuono nella commedia I fichissimi. Il film Miracoloni non ebbe però il successo sperato mentre quello di Jerry Calà I fichissimi si rivelò un gran successo.
Nel 1982 Umberto Smaila dirige il film Italian Boys, cosceneggiato con Giorgio Medail, cui prende parte anche Franco Oppini, ma non Nini Salerno. Il film è dedicato al fenomeno delle radio libere e vede tra gli altri interpreti Ivan Graziani, Andrea Mingardi e Rosa Fumetto.
Nel 1984 i Gatti di Vicolo Miracoli ritornano in televisione, nella formazione a tre elementi, in Dire, Fare, Baciare, programma di Antenna 3 Lombardia diretto da Beppe Recchia. Nel 1984 i tre Gatti superstiti passano alla scuderia Mondadori partecipando al varietà di Maurizio Nichetti, Quo vadiz? trasmesso su Retequattro e al gioco a quiz Help!. Questi programmi, per quanto di buon livello e di un certo successo non impediranno il fallimento della rete che verrà poi acquistata da Silvio Berlusconi.

### Storia successiva (1985-presente)
Nel 1985 il trio si scioglie definitivamente, in quanto ormai più interessato a coltivare progetti diversi e individuali: Umberto Smaila proseguirà le sue attività televisive conducendo il celebre programma Colpo grosso (1987-1992); mentre Nini Salerno e Franco Oppini lavoreranno principalmente in teatro, pur continuando a interpretare ruoli minori in diverse produzioni per il grande e per il piccolo schermo.
I componenti del gruppo rimangono tuttavia in buoni rapporti di amicizia, che ne permettono il ritorno in alcune serate musicali (durante il primo tempo del concerto di Jerry Calà al Teatro Nuovo di Milano il 14 novembre 2016), televisive (nel talk show Turno di notte in onda su Telemontecarlo nel 1993, in occasione nel 2008 della prima edizione del programma I migliori anni, condotto da Carlo Conti, e nel 2013 per una retrospettiva a loro dedicata in una puntata del programma Techetechetè, in onda su Rai 1) e teatrali, oltre che nei film Gli inaffidabili (1997) e Odissea nell'ospizio (2019), entrambi diretti da Jerry Calà. Il 19 settembre 2019 viene pubblicato online il videoclip della canzone Odissea nell'ospizio, che sancisce il ritorno del gruppo sul mercato discografico 34 anni dopo l'ultimo singolo.
Il 20 luglio 2021 I Gatti si riuniscono all'Arena di Verona in occasione del concerto di Jerry Calà per festeggiare i suoi 70 anni e i 50 di carriera. Lo show, in radiovisione su RTL 102.5, registra il tutto esaurito riempendo l'anfiteatro per quanto concesso dalle norme di sicurezza contro la pandemia di COVID-19 in Italia. In tale occasione il gruppo rende omaggio a Roberto Puliero e Renato dei Kings, due volti storici del teatro e della musica veronese, cantando Verona Beat assieme a Maurizio Vandelli.
Nel 2024 viene pubblicato il libro Chiedile chi erano i Gatti di Vicolo Miracoli (Capitttooo)! (Iacobelli Editore).

## Formazione
- Gianandrea Gazzola: leader della prima formazione de I Gatti di Vicolo Miracoli fino al 1975.[7]
- Spray Mallaby: ha fatto parte del gruppo per 3 anni dal 1971 al 1973, fino al rientro di Franco Oppini.
- Umberto Smaila: Tra i fondatori del gruppo, vi è rimasto fino allo scioglimento.
- Jerry Calà: è rimasto con il gruppo fino al 1981, quando ha intrapreso una carriera cinematografica solista.
- Franco Oppini: con il gruppo ai suoi esordi, vi è tuttavia rimasto per un breve periodo. Fuoriuscito, è rientrato a metà anni settanta, successivamente alla defezione di Spray Mallaby.
- Nini Salerno: con il gruppo fin dagli esordi, è rimasto fino allo scioglimento. Nel 1981 fu sostituito nel film Miracoloni da Benedetto Casillo.[20]

## Filmografia

### Cinema
- Un ufficiale non si arrende mai, nemmeno di fronte all'evidenza. Firmato Colonnello Buttiglione, regia di Mino Guerrini (1975)
- Arrivano i gatti, regia di Carlo Vanzina (1980)
- Una vacanza bestiale, regia di Carlo Vanzina (1980)
- Miracoloni, regia di Francesco Massaro (1981)
- Italian Boys, regia di Umberto Smaila (1982)
- Gli inaffidabili, regia di Jerry Calà (1997)
- Odissea nell'ospizio, regia di Jerry Calà (2019)

### Televisione
- Il buono e il cattivo, trasmissione televisiva, Rai (1972)
- Io e i Gatti , trasmissione televisiva, RSI (1974)
- Il Dirodorlando, quiz televisivo, Rai (1975)
- Chi è di scena!, TV dei Ragazzi, Rai (1976)
- Gioco-città, trasmissione televisiva (1977)
- Non stop, varietà televisivo, regia di Enzo Trapani, Secondo Canale (1977-1979)
- Fritto misto, varietà televisivo, Telemilano 58 (1978-1979)
- Giochiamo al varieté, varietà televisivo, Rai (1980)
- Dire, fare, baciare, varietà televisivo, regia di Beppe Recchia, Antenna 3 Lombardia (1984)
- Quo vadiz?, varietà televisivo, Rete 4 (1984-1985)
- Help!, quiz televisivo, Canale 5/Italia 1 (1985)

## Discografia

### Album
- 1972 - I Gatti di Vicolo Miracoli (Variety, FST ST 19515)
- 1975 - In caduta libera (CBS, 69233)
- 1979 - I Gatti di Vicolo Miracoli (Warner Bros. Records, T-56765)

### Raccolte
- 1991 - Señorita split con Jerry Calà
- 2008 - Le più belle canzoni
- 2016 - Playlist

### Singoli
- 1971 - L'ultimo fiore/Notte, notte (Variety, FNP-NP 10172)
- 1972 - Michelino/Storia di un lavoratore che rimane vittima delle disgrazie più cattive..., (Variety, FNP-NP, 10182)
- 1977 - Una città/In caduta libera (CBS, 5078)
- 1978 - Prova/Rocky Maiale (Warner Bros. Records, T 17084)
- 1978 - Capito?!/Capito?! (versione orchestrale) (Warner Bros. Records, T 17301)
- 1979 - Discogatto/Verona Beat (Warner Bros. Records, Promo 092)
- 1980 - Ciao varieté/Ciao varieté (strumentale) (Warner Bros. Records, T 17553)
- 1981 - No-No-No-No-No/Verona Beat (Warner Bros. Records, T 17729)
- 1983 - L'aerobica è chic/Koppa la vecia (G&G Records, GG 0038) (senza Jerry Calà)
- 1985 - Singer's Solitude/Verona Beat (Five Record, FM 13103) (senza Jerry Calà)
- 2019 - Odissea nell'ospizio (con Jerry Calà feat. I Gatti di Vicolo Miracoli)